# 와카스기 다쿠야
와카스기 다쿠야(일본어: 若杉 拓哉, 1993년 11월 24일 ~ )는 일본의 축구 선수이다.

## 구단 경력
과거 로아소 구마모토에서 활동하였다.